# Primærrute 57
De Primærrute 57 is een hoofdweg in Denemarken. De weg loopt van Holbæk naar Sorø. De Primærrute 57 loopt over het eiland Seeland en is ongeveer 34 kilometer lang.